# All Faith Is Lost
«All Faith Is Lost» es el segundo sencillo de la banda británica Anathema. Fue lanzado en julio de 1991 y grabado entre el 17 y el 20 de mayo del mismo año en los M. A. Studios de Liverpool. El sencillo fue publicado en memoria de Graham Emanuel.
En este demo, ya se empieza a apreciar la transformación de Anathema de un Death Metal común a lo que hoy se conoce como Death/doom. La versión de «Crestfallen» que aparece en esta cinta es más rápida que la que luego apareció en el EP homónimo.

## Lista de temas
| Lado A |                         |                |                |          |  |
| N.º    | Título                  | Letras         | Música         | Duración |  |
| 1.     | «Crestfallen»           | Danny Cavanagh | Danny Cavanagh | 7:59     |  |
| 2.     | «At One With The Earth» | Darren White   | Danny Cavanagh | 5:50     |  |
| 13:49  |                         |                |                |          |  |

| Lado B |                     |                              |                                  |          |  |
| N.º    | Título              | Letras                       | Música                           | Duración |  |
| 1.     | «All Faith Is Lost» | Darren White, Jamie Cavanagh | Danny Cavanagh, Vincent Cavanagh | 7:09     |  |
| 2.     | «They Die»          | Darren White                 | Danny Cavanagh                   | 6:18     |  |
| 13:27  |                     |                              |                                  |          |  |

## Créditos
Banda
- Danny Cavanagh: guitarra líder
- Darren White: voz principal
- Jamie Cavanagh: bajo, voz
- Vincent Cavanagh: guitarra rítmica
- John Douglas: batería

Otros
- Ian Stead: Ilustraciones